# Myrialepis
Genre
Classification phylogénétique
Espèces de rang inférieur
- Myrialepis paradoxa

Myrialepis est un genre de palmiers, plantes de la famille des Arecaceae. On l'appelle aussi Rotin, comme le genre Calamus ou Daemonorops et permet la confection de divers objets comme des meubles. Il contient l'unique espèce suivante :
- Myrialepis paradoxa

## Classification
- Famille : Arecaceae
  - Sous-famille : Calamoideae
    - Tribu : Calameae
      - Sous-tribu : Plectocomiinae [1]